# Gus-Chrustalny
Gus-Chrustalny (russisch Гусь-Хруста́льный) ist eine russische Stadt in der Oblast Wladimir. Sie liegt mitten im Gebiet der Meschtschora-Niederung, rund 200 km östlich von Moskau und 63 km südlich der Oblasthauptstadt Wladimir. Die Stadt hat 60.784 Einwohner (Stand 14. Oktober 2010). Durch die Stadt fließt der kleine Fluss Gus, ein linker Nebenfluss der Oka.

## Geschichte
Der Name der Stadt – in etwa „Kristallene (Stadt) an der Gus“ – ist bis heute mit dem Glashandwerk verbunden; der Flussname Gus bedeutet im Russischen auch Gans, was sich auch im Stadtwappen widerspiegelt, hat aber etymologisch keinen Bezug zu dem Vogel. 1756 wurde hier die erste Bleikristall-Fabrik gegründet und zugleich eine Siedlung erbaut. Die Erzeugnisse dieser Fabrik wurden im Laufe der Jahrhunderte landesweit berühmt. Im 19. Jahrhundert entwickelte sich im Ort zusätzlich die Textilindustrie. Den Stadtstatus erhielt der Ort im Jahre 1931.

### Bevölkerungsentwicklung
| Jahr | Einwohner |
| ---- | --------- |
| 1939 | 40.225    |
| 1959 | 54.158    |
| 1970 | 64.516    |
| 1979 | 71.598    |
| 1989 | 76.360    |
| 2002 | 67.121    |
| 2010 | 60.784    |

Anmerkung: Volkszählungsdaten

## Sehenswürdigkeiten
Zu den Sehenswürdigkeiten von internationaler Bedeutung zählt die 1892 bis 1902 erbaute prächtige Georgskathedrale mit dem Monumentalgemälde Das Jüngste Gericht von  Wiktor Wasnezow, heute beherbergt sie ein bedeutendes Bleikristallmuseum. Als eine der ältesten Städte rund um Wladimir gehört Gus-Chrustalny zum russischen Goldenen Ring.
Östlich der Stadt liegt die größte zivile Erdfunkstelle Russlands, betrieben von der Russian Satellite Communications Company.

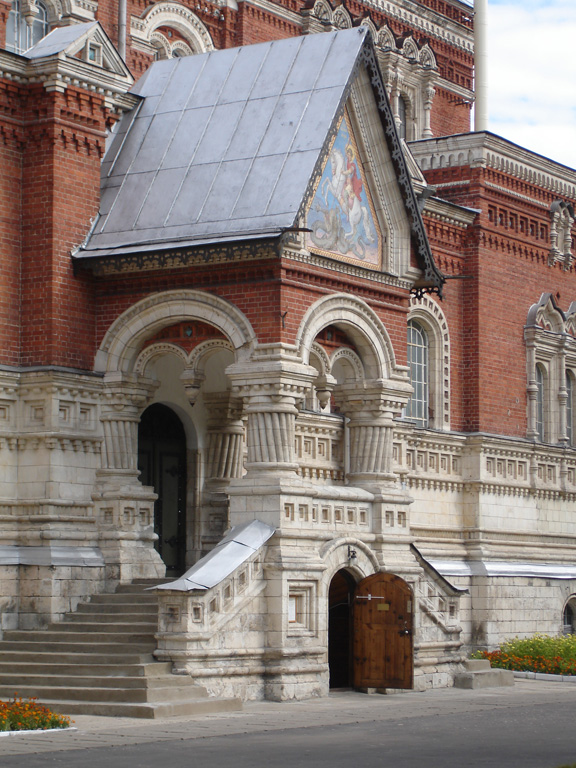
Eingang zur Georgskathedrale
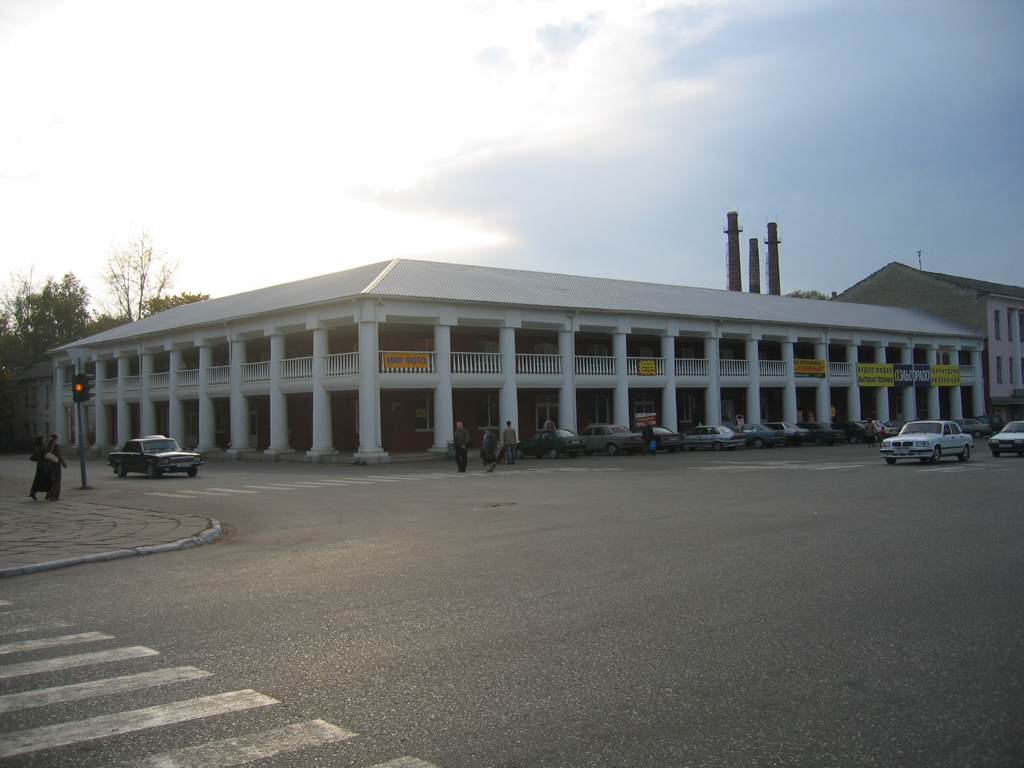
Handelsreihen

## Söhne und Töchter der Stadt
- Sergei Korsakow (1854–1900), Psychiater
- Rem Solouchin (1930–1988), Physiker
- Pawel Rostowzew (* 1971), Biathlet